# Oligodendroglioma anaplásico
El oligodendroglioma anaplásico es un tumor neuroepitelial que se origina en los oligodendrocitos, un tipo de células de la glía. En la clasificación de tumores cerebrales de la Organización Mundial de la Salud (OMS), los oligodendrogliomas anaplásicos se clasifican como de grado III. Durante el curso de la enfermedad pueden degenerar en un oligodendroglioma altamente maligno de grado IV. La gran mayoría de los oligodendrogliomas aparecen  de forma esporádica, sin una causa confirmada y sin herencia familiar.

## Signos y síntomas
Los síntomas del oligodendroglioma pueden incluir:
- Convulsión epiléptica
- Cefalea
- Debilidad en un lado del cuerpo
- Dificultades del idioma
- Cambios de comportamiento y personalidad
- Problemas de equilibrio y movimiento
- Problemas de memoria

## Patogénesis
El oligodendroglioma anaplásico pertenece al grupo de los gliomas difusos y tiene su origen en el sistema nervioso central (cerebro y médula espinal) a partir de las células madre precursoras de los oligodendrocitos. Este tumor aparece principalmente en la edad adulta media, con un pico de frecuencia en la cuarta y quinta décadas de vida.

## Diagnóstico
El procedimiento diagnóstico más importante es la resonancia magnética nuclear (RMN). Ocasionalmente, fuera de los diagnósticos de rutina, el metabolismo tisular se puede demostrar mediante el uso de tomografía por emisión de positrones (PET). El diagnóstico se confirma mediante un examen del tejido fino tras cirugía. Los oligodendrogliomas anaplásicos a menudo muestran una pérdida de material genético. Alrededor del 50 al 70% de los oligodendrogliomas anaplásicos de grado III según la clasificación de la OMS tienen pérdidas de alelos combinados en el brazo corto del cromosoma 1 (1p) y el brazo largo del cromosoma 19 (19q). Este cambio se conoce principalmente como "co-deleción de 1p/19q". Su presencia se considera favorable para el paciente y hace más probable una respuesta a la radiacterapia o quimioterapia. La designación de oligodendroglioma de grado III (grado alto) generalmente subsume los diagnósticos previos de oligodendroglioma anaplásico o maligno.

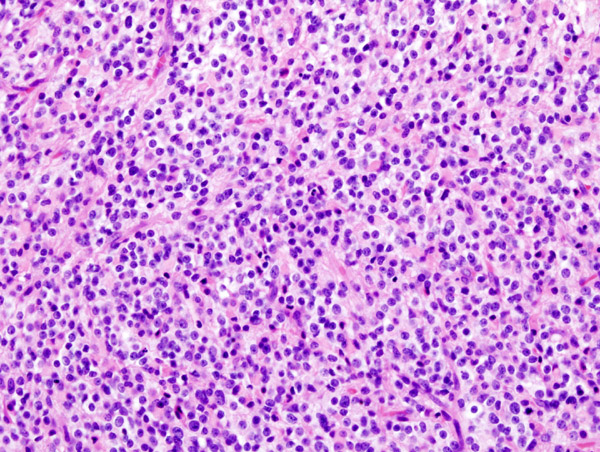
Imagen histopatológica de oligodendroglioma anaplásico en el cerebro. Tinción con hematoxilina y eosina.
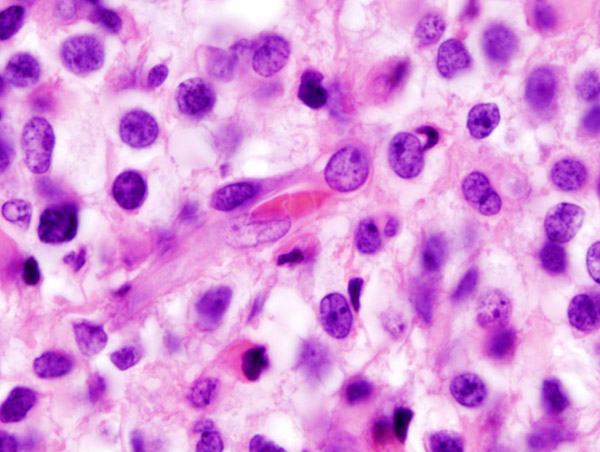
Al acercarte, observa las formas irregulares de las células y los núcleos.
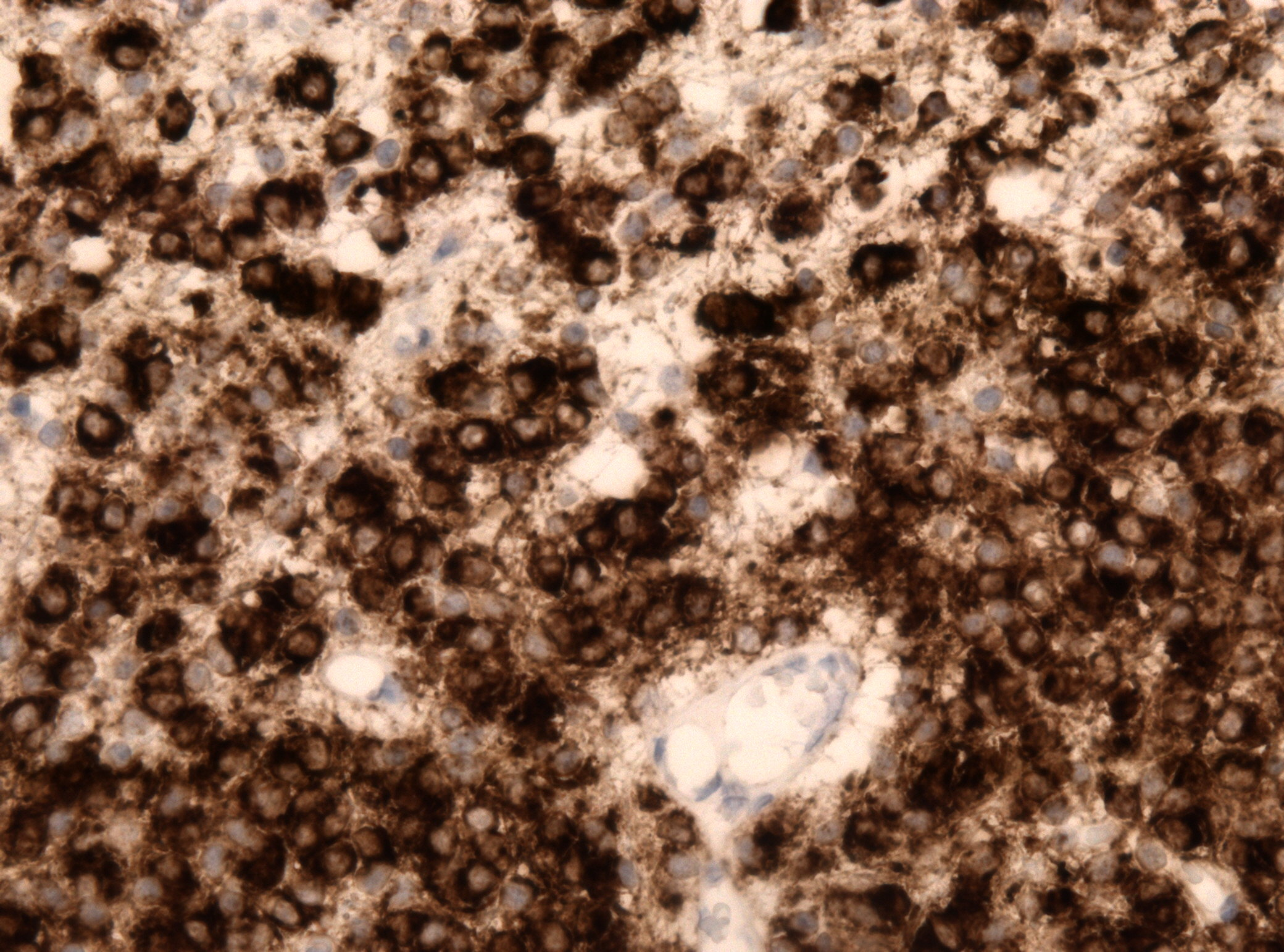
IDH1 R132H en oligodendroglioma anaplásico

## Tratamiento
La cirugía puede ayudar a reducir los síntomas causados por el tumor. Se prefiere la extirpación lo más completa posible del tumor visible en la resonancia magnética, siempre que la ubicación del tumor lo permita. Dado que, por lo general, las células de un oligodendroglioma anaplásico ya han migrado al tejido cerebral sano circundante en el momento del diagnóstico, no es posible una extirpación quirúrgica completa de todas las células tumorales. La presencia de la "co-deleción 1p/19q" juega un papel cada vez más importante en la selección de terapias y sus combinaciones en el tratamiento. Debido a que este tipo de tumor se comporta como una "afección indolente" (una afección médica lentamente progresiva asociada con poco o ningún dolor) y a la morbilidad potencial asociada con la neurocirugía, la quimioterapia y la radioterapia, la mayoría de los neurooncólogos prefieren un abordaje inicial de conducta expectante y tratarán basándose en los síntomas presentes. El tratamiento sintomático a menudo incluye el uso de antiepilépticos para las convulsiones y esteroides para la edema cerebral. Para un tratamiento adicional, se ha demostrado que la radioterapia combinada con quimioterapia con temozolomida, o la quimioterapia con procarbazina, CCNU y vincristina (PCV) son eficaces y fueron los regímenes de quimioterapia más utilizados para tratar a este tipo de neoplasia.
Cyberknife puede utilizarse para el tratamiento del oligodendroglioma anaplásico.

## Pronóstico
La tasa de supervivencia relativa a los 5 años fue de un 76% para los pacientes de 20 a 44 años, 67% para los de 45-54, 67% y 45% en el grupo etario de 55–64. La procarbazina, la lomustina y la vincristina se utilizan desde mayo de 1975. Durante 48 años, se han probado regularmente nuevas opciones terapéuticas como parte de los estudios de terapia para mejorar el tratamiento.

## Investigación
Se ha descubierto que las neoplasias se comunican entre sí en una vasta red, intercambiando sustancias necesarias para su supervivencia y evitando así los efectos de la radiación o la quimioterapia. La comunicación en red también juega un papel importante en la propagación de la enfermedad. Las células tumorales incluso están conectadas a células nerviosas sanas y reciben señales directas de ellas, lo que permite que los tumores crezcan más rápido. Los mecanismos estudiados no sólo ofrecen explicaciones fundamentalmente nuevas para el crecimiento tan agresivo de este tipo de tumor. También ofrecen vías para nuevas terapias para detener el crecimiento de tumores cerebrales y hacer que las terapias existentes sean más efectivas. Así, la disrupción o incluso destrucción de las redes celulares tumorales se está convirtiendo en un principio terapéutico completamente nuevo en oncología, con los primeros ensayos clínicos basados en estos resultados.